# Так-пху
Так-пху (англ. Tak-phu, «пещера в скале», «скальный дом») — тип буддийских храмов, расположенных в пещерах, характерный для индийского штата Сикким.
Хотя существует много подобных храмов, четыре из них в четырёх частях штата имеют особое значение из-за того, что по легенде в них укрывались и медитировали основатели буддизма в регионе — Гуру Ринпоче и Лхацун Чембо. Эти храмы:
- Лхари-Ньинг-пху (Lha-ri nying phu — «Священная пещера на горе бога»), северный храм, расположенный на тропинке в трёх днях пути от Ташидинга, в Западном Сиккиме. Этот храм самый труднодоступный и самый святой из всех.
- Кадо-Санг-пху (Kah-do Sang phu — «Пещера тайных фей»), южный храм, самый легкодоступный, расположен в пяти минутах ходьбы через бамбуковый мост от дороги Джоретанг — Гьялшинг около горячих источников Реши (Reshi). По рассказам, здесь видели следы фей.
- Пе-пху (Pe-phu), восточный храм, расположен в Южном Сиккиме около Сангмоо-Гомпа в 5 км от Раванглы по дороге в Сингтам. Он расположен в огромной пещере, которая, как считается, простирается до Тендонга и горы Менам, хотя посетителям доступно только четверть мили. Высота пещеры составляет от 1,5 до 30 м.
- Дечен-пху (De-chhen phu — «Пещера счастья»), западный храм, доступен только осенью, когда сходит снег, который скрывает её в остальное время. Пещеру можно достичь за 3 дня похода от Римби, Западный Сикким.